# Norberto Galasso
Norberto Galasso (Buenos Aires, 1936) est un essayiste et historien révisionniste argentin. Il fit des études à la faculté des sciences économiques de l’université de Buenos Aires, où il obtint en 1961 le titre d’expert comptable.
Depuis près de quatre décennies, il a fait paraître un nombre considérable d’ouvrages sur l’histoire de l’Argentine. Dans le livre collectif Los Malditos (litt. les Maudits) notamment, qu'il dirigea, lui et quelques autres auteurs entreprirent d’analyser le parcours de plusieurs centaines de personnalités argentines, telles que Manuel Ugarte, Arturo Jauretche et Raúl Scalabrini Ortiz, ordinairement reléguées au second plan par la plupart des autres historiens.
À l’heure actuelle, il dirige la revue en ligne Señales populares.

## Œuvre
- Los malditos, trois tomes, sous la dir. de Norberto Galasso.
- Mariano Moreno y la revolución nacional, editorial Coyoacán (1963).
- Discépolo y su época (sur le tango et ses relations avec les événements historiques en Argentine).
- Scalabrini Ortiz et Raúl Scalabrini Ortiz y la lucha contra dominación inglesa.
- Imperialismo y pensamiento colonial en la Argentina, editorial Roberto Vera (1985).
- Jauretche y su época. De Irigoyen a Perón.
- La Revolución de Mayo: el pueblo quiere saber de qué se trató, Buenos Aires : Colihue (1994).
- Manuel Ugarte: un argentino maldito.
- J. J. Hernández Arregui: del peronismo al socialismo.
- La militancia de Jorge Abelardo Ramos (1921-1994).
- Seamos libres y lo demás no importa nada (biographie du général José de San Martín), Buenos Aires : Colihue (2004).
- Perón, deux volumes (2005).
- La larga lucha de los argentinos y cómo la cuentan las diversas corrientes historiográficas, Buenos Aires : Ediciones del Pensamiento Nacional / Ediciones Colihue (2006).